# Andreas Umland
 (mars 2024).
Andreas Umland, né en 1967 à Iéna, en République démocratique allemande, est un politologue étudiant l'histoire contemporaine de la Russie et de l'Ukraine, ainsi que les transitions de régime.
Il écrit sur l'extrême droite post-soviétique, la décentralisation municipale, le fascisme européen, l'enseignement supérieur post-communiste, la géopolitique de l’Europe de l’Est, les nationalismes ukrainien et russe, les conflits du Donbass et de la Crimée, ainsi que les politiques de voisinage et d'élargissement de l'Union européenne. Il est un expert senior au sein de l’Institut pour l'avenir de l’Ukraine à Kiev ainsi qu'un chercheur à l’Institut suédois pour des affaires internationales à Stockholm. Il habite à Kiev, et enseigne comme professeur associé de politique à l'université nationale Académie Kiev-Mohyla. Au cours des années 2005-2014, il a pris part à la création d'un nouveau programme de maîtrise en études allemandes et européennes administré par l'Académie Kiev-Mohyla et l’université d’Iéna.

## Biographie
Étant né en 1967 dans la ville d’Iéna, Thuringe, en Allemagne de l'Est, Umland a fait ses études au lycée spécial Erich Weinert de préparation aux études de professeur de russe (Spezialoberschule zur Vorbereitung auf das Russischlehrerstudium, EWOS) à Wiesenburg, Mark Brandenburg, en 1981-1985. Il a étudié la langue russe, le journalisme, l'histoire et la politique à l'Université Karl Marx de Leipzig en 1989-1990 (Traducteur diplômé d'État/Staatlich geprüfter Übersetzer), Université libre de Berlin en 1990-1992 et 1994-1995 (Institut Otto Suhr, Diplôme en sciences politiques /Diplom-Politologe), Université d'Oxford en années 1992-1994 (Collège St. Cross, master de philosophie dans les études russes et de l’Europe de l’Est M.Phil.) et l’université Stanford en années 1996-1997 (Master des Arts en science politique MA), avec des bourses de la Fondation Friedrich Ebert, Bureau des affaires étrangères et du Commonwealth, Service d'échange universitaire allemand (DAAD) et la Fondation allemande des bourses universitaires (ERP-Stipendienprogramm der Studienstiftung des Deutschen Volkes).
En 1999, il a reçu le degré du Docteur en philosophie (Doctor of Philosophy) diplôme en histoire de l’Université libre de Berlin (Institut Friedrich Meinecke), avec une thèse sur la montée de Vladimir Zhirinovsky dans la Politique russe (Bourse NaFöG du Land de Berlin). En 2008, il a obtenu le degré du docteur (doctorat en philosophie) en politique de l'Université de Cambridge (Collège Trinity/Faculté des sciences sociales et politiques), avec une thèse sur la "société non civile" russe post-soviétique (Confiance Kurt Hahn Bourse d'études).
Il était membre de l'OTAN à l’Établissement Hoover de Stanford sur la guerre, la révolution et la paixen 1997–1999, et chargé des recherches au Centre pour les affaires internationales Weatherhead de Harvard et au Centre d'études russes de Davis, en 2001-2002. Il a enseigné au sein du projet d'éducation civique comme conférencier invité de la Fondation Bosch, à la Faculté des relations internationales de l’université d'État de l'Oural d’Iekaterinbourg, en 1999-2001, et au Département de science politique de l'Université nationale Académie Kiev-Mohyla, en 2002–2003. Au mois de janvier-décembre 2004, il a été chargé de cours temporaire en études russes et de l’Europe de l’Est à l’Université d’Oxford et membre de Collège Saint-Antoine à Oxford. Umland était conférencier de Service d'échange universitaire allemand (DAAD) à l'Institut des relations internationales Université de Kiev Chevchenko, en 2005-2008, ainsi qu’au Département des sciences politiques de l’Académie Kiev-Mohyla, en 2010-2014. En 2008-2010, Umland a été conférencier (Akademischer Rat) en histoire contemporaine de l'Europe de l'Est à la Faculté d'études historiques et sociales de l’université catholique d'Eichstätt-Ingolstadt en Bavière et, en 2019-2021, le professeur adjoint (Lehrbeauftragter) des affaires post-soviétiques à l'Institut de science politique de l'Université Friedrich Schiller d’Iéna.
En 2014, il est devenu chargé de recherche à l’Institut de coopération euro-atlantique (Ukr.: IEAS) à Kiev, en 2019, membre non-résident du Centre de politique européenne de l'Institut des relations internationales (tchèque : UMV) à Prague, et, en 2020, expert en chef au sein du Programme d'études européennes, régionales et russes de l'Institut pour l'avenir de l’Ukraine (Ukr.: UIM) à Kiev ainsi que chercheur au Programme Russie et Eurasie de l'Institut suédois des affaires internationales (Suédois: UI) à Stockholm,,.

## Membre d'associations
Umland est membre de :
- Conseil d'administration du Centre universitaire Boris Nemtsov pour les études de la Russie à Prague[8] ;
- Conseil d'administration de COMFAS - Association internationale pour les études fascistes comparées à Budapest[9] ;
  - Conseil consultatif de l’ONG « Droits en Russie » à Somerset, au Royaume-Uni[10] ;
- Conseil consultatif du Centre de recherche Andreï Sakharov pour le développement démocratique à Kaunas ;
- Cercle des amis de la Plateforme germano-ukrainienne « Dialogue de Kiev » à Berlin[11] ;
- KomRex - Le Centre d'études sur l'extrémisme de droite, l'éducation à la démocratie et l'intégration sociale à Iéna[12] ;
- Club de discussion Valdaï à Moscou[13].

## Éditeur
Umland est le fondateur et l'éditeur en chef de la série de livres savants « Politique et société soviétique et post-soviétique » (fondée en 2004) ainsi que fondateur et collectionneur de la série de livres « Voix ukrainiennes » (éd. en 2019) publié par Ibidem-Verlag à Stuttgart/Hanovre et distribué par Columbia University Press,,. Il est coéditeur, depuis 2008, de la revue web russe basée en Bavière, Форум новейшей восточноевропейской истории и культуры (Forum de l'histoire et de la culture contemporaines de l'Europe de l'Est).
Il est membre de la Comité de rédaction de la série de livres « Explorations de l'extrême droite », du Journal de la politique et de la société soviétique et post-soviétique, du « Forum für osteuropäische Ideen- und Zeitgeschichte » (Forum des idées d'Europe de l'Est et l'histoire contemporaine), dont les travaux sont publiés par Ibidem-Verlag à Stuttgart/Hanovre, de Fascisme: Journal d'études fascistes comparées (Brill Publishers, Leyde et NIOD, Amsterdam), du Journal de science politique du CEU (université de l'Europe centrale, Budapest), ainsi que du Journal de l'idéologie et de la politique (Fondation de la bonne politique, Kiev).